# 17 września
17 września jest 260. (w latach przestępnych 261.) dniem w kalendarzu gregoriańskim. Do końca roku pozostaje 105 dni.

## Święta
- Imieniny obchodzą: Cherubin, Dargosław, Dezyderiusz, Drogosław, Dziebor, Franciszek, Gordian, Hildegarda, Justyn, Kolumba, Lambert, Lamberta, Makryn, Narcyz, Piotr, Robert, Sokrates, Szczęsna, Szczęsny, Teodora, Walerian, Zygmunt i Zygmunta.
- Angola – Rocznica Urodzin Prezydenta Neto
- Białoruś – Dzień Jedności Narodowej (od 2021)
- Polska – Światowy Dzień Sybiraka (od 1991 roku Dzień Sybiraka, od 2003 Światowy Dzień Sybiraka), upamiętnia rocznicę agresji ZSRR na Polskę (17 września 1939) i jej konsekwencje[1]
- Wspomnienia i święta w Kościele katolickim[2][3] obchodzą:
  - bł. Gandulf z Binasco (franciszkanin)
  - św. Hildegarda (ksieni i doktor Kościoła)
  - św. Lambert z Maastricht (biskup i męczennik)
  - św. Piotr de Arbués (męczennik)
  - św. Robert Bellarmin (biskup i doktor Kościoła)
  - bł. Zygmunt Sajna (męczennik)
  - św. Zygmunt Szczęsny Feliński (biskup)

## Wydarzenia w Polsce
- 1374 – Król Ludwik Węgierski wydał przywilej koszycki dla polskiej szlachty.
- 1446 – Król Polski i wielki książę litewski Kazimierz IV Jagiellończyk wydał akt regulujący stosunki polsko-litewskie na zasadzie równorzędności.
- 1462 – Wojna trzynastoletnia: zwycięstwo wojsk polskich nad krzyżackimi w bitwie pod Świecinem.
- 1590 – Król Zygmunt III Waza przyznał Lidzie prawo magdeburskie i herb.
- 1635 – Jakub Zadzik został mianowany biskupem krakowskim.
- 1794 – Insurekcja kościuszkowska: zwycięstwo wojsk rosyjskich w bitwie pod Krupczycami.
- 1894 – Feliks Szlachtowski został prezydentem Krakowa.
- 1914 – I wojna światowa: wojska rosyjskie rozpoczęły pierwsze oblężenie twierdzy Przemyśl.
- 1924 – Utworzono Korpus Ochrony Pogranicza.
- 1931:
  - Rozpoczęto seryjną produkcję samolotu Lublin R.XIII.
  - W Stoczni Gdynia odbyło się wodowanie pierwszej samodzielnie zaprojektowanej i wykonanej jednostki – stalowej motorówki „Samarytanka”.
- 1939 – Kampania wrześniowa:
  - O 3.00 w nocy zastępca komisarza ludowego spraw zagranicznych ZSRR Władimir Potiomkin przedstawił ambasadorowi Polski Grzybowskiemu notę zawierającą niezgodne z prawdą oświadczenie o rozpadzie państwa polskiego, ucieczce rządu polskiego, konieczności ochrony mienia i życia zamieszkujących wschodnie tereny polskie Ukraińców i Białorusinów oraz uwalnianiu ludu polskiego od wojny. W konsekwencji ZSRR uznał wszystkie układy zawarte uprzednio z Polską (w tym traktat ryski z 1921 roku i pakt o nieagresji z 1932 roku) za nieobowiązujące – zawarte z nieistniejącym państwem. Równocześnie rozpoczęła się zbrojna agresja ZSRR na Polskę.
  - Około 11:00 w wyniku niemieckiego ostrzału artyleryjskiego wybuchł pożar Zamku Królewskiego w Warszawie.
  - Prezydent Rzeczypospolitej Polskiej Ignacy Mościcki, Naczelny Wódz Marszałek Polski Edward Śmigły-Rydz i Prezes Rady Ministrów Felicjan Sławoj Składkowski wraz z Radą Ministrów, po otrzymaniu informacji o zbliżaniu się czołgów sowieckich do Śniatynia zadecydowali w późnych godzinach wieczornych o przekroczeniu granicy polsko-rumuńskiej, celem przeniesienia siedziby władz państwa na terytorium sojuszniczej Francji. Wbrew wcześniejszym zapewnieniom władz sojuszniczego Królestwa Rumunii pod naciskiem niemieckim, sowieckim i francuskim zostali internowani na jej terytorium. Zgodnie z rozkazem Naczelnego Wodza dla uniknięcia niewoli sowieckiej zwarte oddziały Wojska Polskiego zaczęły przekraczać granicę polsko-węgierską i polsko-rumuńską.
  - Wycofaniem wojsk polskich zakończyła się obrona twierdzy brzeskiej (14-17 września).
  - Żandarmeria polowa Wermachtu dokonała na cmentarzu prawosławnym w Terespolu mordu na ok. 60 polskich jeńcach.
- 1940:
  - Ok. 300 więźniów z Pawiaka zostało rozstrzelanych w Palmirach.
  - Gubernator Hans Frank odwiedził Sanktuarium Matki Bożej Częstochowskiej na Jasnej Górze[4]. Była to jego druga wizyta, tym razem wspólnie ze swoją rodziną.
- 1942 – Niemcy wywieźli ok. 2,3 tys. Żydów z Sokala (obecnie Ukraina) do obozu śmierci w Bełżcu. Około 160 osób zabito na miejscu.
- 1944 – 48. dzień powstania warszawskiego: walki na Czerniakowie trwające od 13 września stawały się coraz bardziej uciążliwe.
- 1963 – 5 osób (w tym piloci doświadczalni Mieczysław Miłosz i Aleksander Wąsowicz) zginęło podczas lotu testowego samolotu PZL MD-12.
- 1971:
  - Premiera komedii filmowej Motodrama w reżyserii Andrzeja Konica.
  - W Poznaniu odbył się pierwszy występ Kabaretu Tey.
- 1974 – Podpisano umowę z Fiatem na opracowanie projektu samochodu osobowego, przyszłego Poloneza.
- 1978 – Telewizja Polska wyemitowała premierowy odcinek serialu Lalka w reżyserii Ryszarda Bera.
- 1980 – Powstał Niezależny Samorządny Związek Zawodowy „Solidarność” z Lechem Wałęsą na czele.
- 1993:
  - Ostatni żołnierze Północnej Grupy Wojsk opuścili terytorium Polski.
  - Prochy gen. Władysława Sikorskiego zostały przewiezione z Wielkiej Brytanii i złożone na Wawelu.
- 1994 – Na antenie TVP2 wyemitowano premierowe wydanie teleturnieju Familiada.
- 1995:
  - W Warszawie odsłonięto Pomnik Poległym i Pomordowanym na Wschodzie.
  - Nadawanie rozpoczęło Radio Fama.
- 1996 – Wystartowała telewizja HBO.
- 2007 – Premiera filmu wojennego Katyń w reżyserii Andrzeja Wajdy.
- 2009 – Po przegranych eliminacjach do piłkarskich Mistrzostw Świata w Południowej Afryce został zdymisjonowany holenderski selekcjoner reprezentacji Polski Leo Beenhakker.
- 2011 – W Muzeum Wojska Polskiego w Warszawie prezydent RP Bronisław Komorowski otworzył wystawę Pamięć nie dała się zgładzić..., poświęconą zbrodni katyńskiej.
- 2015 – Rozpoczęto rozbiórkę pomnika gen. Iwana Czerniachowskiego w Pieniężnie.
- 2022 – Otwarto kanał przez Mierzeję Wiślaną.

## Wydarzenia na świecie
- 260 – Makrian II i Fulvius Junius Quietus zostali wybrani na współcesarzy rzymskich.
- 1156 – Austria, po odłączeniu się od Bawarii, została samodzielnym księstwem.
- 1176 – Cesarz bizantyński Manuel I Komnen poniósł pod Myriokefalon porażkę w decydującej bitwie z Turkami seldżuckimi.
- 1382 – Maria Andegaweńska została koronowana w katedrze w Székesfehérvár na króla Węgier.
- 1542 – Założono miasto Ensenada w Meksyku.
- 1577 – Wojny religijne hugenockie: podpisano układ pokojowy w Bergerac.
- 1630 – Założono Boston.
- 1631 – Wojna trzydziestoletnia: wojska szwedzkie pokonały niemiecką Ligę Katolicką w I bitwie pod Breitenfeld.
- 1678 – W Nijmegen podpisano traktat pokojowy kończący wojnę Francji z koalicją hiszpańsko-austriacko-lotaryńską.
- 1777 – Wojna o niepodległość Stanów Zjednoczonych: rozpoczęła się bitwa pod Saratogą.
- 1787 – Przyjęto Konstytucję Stanów Zjednoczonych.
- 1788 – VIII wojna austriacko-turecka: miażdżące zwycięstwo Turków w bitwie pod Karánsebes.
- 1789 – Brytyjski astronom pochodzenia niemieckiego William Herschel odkrył Mimasa, jeden z księżyców Saturna.
- 1793 – Rewolucja francuska: Konwent Narodowy wydał Dekret o podejrzanych.
- 1796 – George Washington wygłosił pożegnalne przemowie, w którym zapowiedział, że nie będzie ubiegał się o trzecią kadencję prezydencką.
- 1809 – Wojna rosyjsko-szwedzka: podpisano traktat pokojowy we Fredrikshamm, na mocy którego Finlandia została przyłączona do Rosji.
- 1826 – Pedro Benito Pineda został prezydentem Nikaragui.
- 1848 – Naser ad-Din Szah Kadżar został szachem Iranu.
- 1851 – Komisarze amerykańscy i reprezentanci plemion indiańskich podpisali traktat w Fort Laramie.
- 1859 – Joshua A. Norton ogłosił się w San Francisco cesarzem Stanów Zjednoczonych i protektorem Meksyku.
- 1862 – Wojna secesyjna: zwycięstwo wojsk Unii w bitwie pod Antietam.
- 1870 – W Holandii zniesiono karę śmierci za morderstwo, jednak została utrzymana w mocy za zdradę i inne wojskowe przestępstwa.
- 1877:
  - X wojna rosyjsko-turecka: zwycięstwo Rosjan w III bitwie pod Szipką.
  - Wszedł do służby brytyjski krążownik pancerny HMS „Shannon”.
- 1887 – Otwarto nieistniejący już stadion piłkarski Hyde Road w Manchesterze.
- 1894 – Wojna chińsko-japońska: klęska floty chińskiej w bitwie u ujścia Jalu.
- 1900 – W Australii ogłoszono federację sześciu kolonii tworzącą jedno państwo.
- 1902 – Założono niemiecki klub piłkarski MSV Duisburg.
- 1908 – Zginął amerykański oficer Thomas Selfridge – pierwsza śmiertelna ofiara wypadku lotniczego.
- 1914 – Andrew Fisher został po raz trzeci premierem Australii.
- 1916 – I wojna światowa na froncie zachodnim: nad francuskim Cambrai niemiecki as myśliwski Manfred von Richthofen odniósł pierwsze ze swych 80 zwycięstw.
- 1920 – W trzęsieniu ziemi o sile 6,5 stopnia w skali Richtera we włoskiej Toskanii zginęło 171 osób, a 650 zostało rannych.
- 1922 – Otwarto Stadion Ferenca Szuszy w Budapeszcie.
- 1925 – Meksykańska malarka Frida Kahlo została ciężko ranna w wypadku komunikacyjnym w mieście Meksyk.
- 1928 – Założono irlandzki klub piłkarski Sligo Rovers F.C.
- 1931 – Zaprezentowano tzw. wolnoobrotową płytę gramofonową.
- 1933 – Została powołana Delegacja Żydów Niemieckich w Rzeszy.
- 1939:
  - Bitwa o Atlantyk: 518 marynarzy zginęło po storpedowaniu brytyjskiego lotniskowca HMS „Courageous” przez niemiecki okręt podwodny. Był to pierwszy okręt stracony w czasie wojny przez Royal Navy.
  - Fiński długodystansowiec Taisto Mäki jako pierwszy lekkoatleta w historii pokonał w Helsinkach dystans 10 km w czasie poniżej 30 minut (29.52,6).
- 1940 – Adolf Hitler odwołał przygotowania do inwazji na Wielką Brytanię.
- 1941:
  - Operacja „Y”: wojska radzieckie i brytyjskie wkroczyły do Teheranu, przypieczętowując podwójną okupację Iranu.
  - W chińskim Chongqing utworzono Koreańską Armię Wyzwoleńczą.
- 1942:
  - Grossadmiral Karl Dönitz wydał rozkaz zakazujący ratowania rozbitków z zatopionych statków nieprzyjaciela.
  - Premiera brytyjskiego filmu wojennego Nasz okręt w reżyserii Davida Leana i Noëla Cowarda.
- 1943 – Front wschodni: Briańsk został wyzwolony spod okupacji niemieckiej.
- 1944:
  - Front zachodni: rozpoczęła się operacja „Market Garden”.
  - Wojna na Pacyfiku: japoński lotniskowiec eskortowy „Unyō” zatonął po trafieniu przez dwie torpedy wystrzelone przez okręt podwodny USS "Barb", w wyniku czego zginęło ok. 240 spośród ok. 1000 osób znajdujących się na pokładzie okrętu (członków załogi i pasażerów); rozpoczęła się bitwa o Angaur.
- 1946 – Wybuchła wojna domowa w Grecji.
- 1948 – Żydowscy terroryści z organizacji Lechi zamordowali specjalnego wysłannika ONZ do Palestyny, szwedzkiego dyplomatę i księcia Folke Bernadotte.
- 1949 – Od 118 do 139 osób zginęło w pożarze kanadyjskiego statku pasażerskiego „Noronic” w porcie Toronto.
- 1951 – W Londynie założono emigracyjny Instytut Badania Zagadnień Krajowych.
- 1954 – W Londynie została wydana powieść Williama Goldinga Władca much.
- 1957 – Malezja została członkiem ONZ.
- 1959:
  - Dokonano oblotu amerykańskiego samolotu rakietowego North American X-15.
  - Został wystrzelony pierwszy (amerykański) satelita szpiegowski Transit 1A.
- 1961:
  - Krótko po starcie z Chicago rozbił się mający lecieć do Tampy Lockheed L-188 Electra należący do Northwest Airlines, w wyniku czego zginęło wszystkich 37 osób na pokładzie.
  - Na wyspie więziennej İmralı wykonano wyrok śmierci na byłym premierze Turcji Adnanie Menderesie.
  - W RFN odbyły się wybory do Bundestagu.
- 1963:
  - Amerykańska stacja ABC rozpoczęła emisję serialu sensacyjnego Ścigany.
  - W wyborach parlamentarnych w Iranie po raz pierwszy uczestniczyły kobiety.
- 1964:
  - Premiera filmu sensacyjnego Goldfinger w reżyserii Guya Hamiltona.
  - W mieście Meksyk otwarto Narodowe Muzeum Antropologiczne.
- 1965:
  - 30 osób zginęło w katastrofie należącego do linii lotniczych Pan Am Boeinga 707-120B na karaibskiej wyspie Montserrat.
  - Założono Uniwersytet w Umeå (Szwecja).
- 1967 – 60 osób zginęło, a około 400 zostało rannych w zamieszkach na stadionie w tureckim mieście Kayseri, w trakcie meczu ligi tureckiej Kayserispor-Sivasspor.
- 1969 – W czasopiśmie „The Times-Delphic” należącym do Drake University w Des Moines w stanie Iowa po raz pierwszy ukazała się wzmianka o rzekomej śmierci Paula McCartneya w 1966 roku w wypadku samochodowym i zastąpieniu go w składzie grupy The Beatles przez sobowtóra.
- 1972 – Wyemitowano pierwszy odcinek amerykańskiego serialu komediowego M*A*S*H.
- 1973 – Indonezja i Korea Południowa nawiązały stosunki dyplomatyczne.
- 1974 – Bangladesz, Grenada i Gwinea Bissau zostały członkami ONZ.
- 1975 – 9 osób zginęło w katastrofie samolotu wojskowego Douglas C-47 Skytrain pod Ritoque w Chile.
- 1978 – W Camp David w amerykańskim stanie Maryland podpisano porozumienie pokojowe pomiędzy Izraelem a Egiptem.
- 1983 – Vanessa Williams została pierwszą czarnoskórą Miss USA.
- 1985 – Rozpoczęła się załogowa misja statku Sojuz T-14 na stację kosmiczną Salut 7.
- 1986 – 7 osób zginęło, a 51 zostało rannych w zamachu bombowym przeprowadzonym przez islamskich terrorystów w Paryżu.
- 1988 – W Seulu rozpoczęły się XXIV Letnie Igrzyska Olimpijskie.
- 1989 – W Czerniowcach rozpoczął się I Republikański Festiwal Piosenki Ukraińskiej Czerwona Ruta.
- 1991:
  - Korea Północna, Korea Południowa, Litwa, Łotwa, Estonia, Wyspy Marshalla i Mikronezja zostały członkami ONZ.
  - Ukazał się podwójny album Use Your Illusion amerykańskiej grupy Guns N’ Roses.
  - Została udostępniona pierwsza wersja jądra Linuksa.
- 1994 – W Niemczech rozpoczęły się I Mistrzostwa Europy w Piłce Ręcznej Kobiet.
- 1997 – Dokonano oblotu samolotu pasażerskiego An-140.
- 2004 – Szamil Basajew przyznał się do organizacji ataku terrorystycznego na szkołę w Biesłanie w Osetii Północnej w którym zginęło 339 osób.
- 2006:
  - Węgierskie radio publiczne zaprezentowało nagrania na których urzędujący premier Ferenc Gyurcsány przyznaje się do kłamstw w celu utrzymania władzy. Ich ujawnienie wywołało kilkutygodniowe zamieszki w Budapeszcie.
  - W Szwecji odbyły się wybory parlamentarne w rezultacie których po 12 latach władzę przejęła centroprawica.
- 2008:
  - 19 osób zginęło, a 16 zostało rannych w zamachu na amerykańską ambasadę w stolicy Jemenu Sanie.
  - Międzynarodowa Unia Astronomiczna zakwalifikowała Haumeę jako piątą planetę karłowatą w Układzie Słonecznym.
- 2009:
  - Amerykanie zrezygnowali z budowy elementów tarczy antyrakietowej w Polsce i Czechach.
  - W Albanii utworzono drugi rząd Salego Berishy.
- 2011:
  - Na Łotwie odbyły się przedterminowe wybory parlamentarne.
  - W Zuccotti Park w Nowym Jorku rozpoczęła się pierwsza z serii demonstracji o charakterze okupacyjnym „Okupuj Wall Street”.
- 2012 – Eliud Williams został prezydentem Dominiki.
- 2013 – Włoski statek wycieczkowy „Costa Concordia”, który zatonął 13 stycznia 2012 roku w pobliżu wyspy Giglio, został podniesiony i ustawiony do pionu.
- 2015:
  - Carlos Correia został po raz czwarty premierem Gwinei Bissau.
  - W wyniku wojskowego zamachu stanu w Burkinie Faso zostali odsunięci od władzy na 6 dni prezydent Michel Kafando i premier Isaac Zida.
- 2017 – Mercedes Aráoz objęła urząd premiera Peru.
- 2018 – Jean Henry Céant został premierem Haiti.
- 2021 – Philip Davis został premierem Bahamów.
- 2022 – Amadou Ba został premierem Senegalu.

## Urodzili się
- 879 – Karol III Prostak, król zachodniofrankijski (zm. 929)
- 1192 – Sanetomo Minamoto, japoński siogun (zm. 1219)
- 1358 – Bazyli Komnen Młodszy, książę trapezuncki (zm. ok. 1377)
- 1433 – Jaime z Portugalii, infant portugalski, kardynał (zm. 1459)
- 1500 – Sebastiano Antonio Pighini, włoski kardynał (zm. 1554)
- 1552 – Paweł V, papież (zm. 1621)
- 1565 – Edward Fortunat, margrabia Baden-Baden (zm. 1600)
- 1605 – (data chrztu) Francesco Sacrati, włoski kompozytor (zm. 1650)
- 1608 – Cesare Facchinetti, włoski duchowny katolicki, biskup Spoleto, kardynał (zm. 1683)
- 1615 – Samuel Sorbière, francuski lekarz, filozof (zm. 1670)
- 1630 – Ranuccio II Farnese, książę Parmy (zm. 1694)
- 1677 – Stephen Hales, brytyjski botanik, fizjolog (zm. 1761)
- 1688 – Maria Ludwika Sabaudzka, królowa Hiszpanii (zm. 1714)
- 1706 – Diego del Corro, hiszpański duchowny katolicki, arcybiskup metropolita limski i prymas Peru (zm. 1761)
- 1711 – Ignaz Holzbauer, austriacki kompozytor (zm. 1783)
- 1730 – Friedrich Wilhelm von Steuben, pruski generał w służbie amerykańskiej (zm. 1794)
- 1739 – John Rutledge, amerykański polityk, prawnik, prezes Sądu Najwyższego (zm. 1800)
- 1743 – Nicolas de Condorcet, francuski filozof, matematyk, ekonomista, polityk (zm. 1794)
- 1749 – Juan Agustín Ceán Bermúdez, hiszpański malarz, historyk i krytyk sztuki (zm. 1829)
- 1764 – John Goodricke, brytyjski astronom (zm. 1786)
- 1767 – Henri-Montan Berton, francuski kompozytor (zm. 1844)
- 1773 – George Howard, brytyjski arystokrata, polityk (zm. 1848)
- 1776 – Langdon Cheves, amerykański prawnik, polityk (zm. 1857)
- 1783 – Nadieżda Durowa, rosyjska oficer, pisarka (zm. 1866)
- 1787 - Guillaume Henri Dufour, szwajcarski generał, inżynier budowy mostów, kartograf, współzałożyciel Czerwonego Krzyża (zm. 1875)
- 1788 – Karl von Abel, bawarski polityk (zm. 1859)
- 1797 – Heinrich Kuhl, niemiecki przyrodnik, zoolog, mykolog (zm. 1821)
- 1799 – Maria Anna, księżniczka Wirtembergii, księżna Saksonii-Coburg-Gotha (zm. 1860)
- 1800 – Franklin Buchanan, amerykański admirał konfederacki (zm. 1874)
- 1804 – Prudens van Duyse, flamandzki prozaik, poeta (zm. 1859)
- 1806 – Guillaume Duchenne, francuski neurolog (zm. 1875)
- 1808 – Martin Bernard, francuski polityk (zm. 1883)
- 1811 – August Blanche, szwedzki prozaik, dramaturg, polityk (zm. 1868)
- 1812 – Franz Bittner, niemiecki duchowny i teolog katolicki, wykładowca akademicki (zm. 1888)
- 1815 – Halfdan Kjerulf, norweski kompozytor (zm. 1868)
- 1819 – Marthinus Wessel Pretorius, transwalski polityk, prezydent Transwalu (zm. 1901)
- 1820 – Tomás Mejía, meksykański generał (zm. 1867)
- 1821 – Julian Horain, polski pisarz, publicysta (zm. 1883)
- 1823 – Tekla Bądarzewska-Baranowska, polska kompozytorka (zm. 1861)
- 1826 – Bernhard Riemann, niemiecki matematyk (zm. 1866)
- 1829 – Franciszek Tepa, polski malarz (zm. 1889)
- 1830:
  - Giovanni Bastianini, włoski rzeźbiarz, fałszerz (zm. 1868)
  - Maria Teresa Bonzel, niemiecka zakonnica, błogosławiona (zm. 1905)
- 1832:
  - Ottokar Lorenz, austriacko-niemiecki historyk, genealog (zm. 1904)
  - Miroslav Tyrš, czeski krytyk i historyk sztuki, działacz gimnastyczny pochodzenia niemieckiego (zm. 1884)
- 1833 – Heinrich Buz, niemiecki inżynier, przedsiębiorca (zm. 1918)
- 1838:
  - Roch Ochman, polski porucznik, uczestnik powstania styczniowego (zm. 1933)
  - Eduardo Sánchez Camacho, meksykański duchowny katolicki, biskup Ciudad Victoria-Tamaulipas, założyciel Meksykańskiego Narodowego Kościoła Katolickiego (zm. 1920)
  - Valeriano Weyler, hiszpański arystokrata, generał, polityk (zm. 1930)
- 1839:
  - Johann Eduard Jacobsthal, niemiecki architekt, wykładowca akademicki (zm. 1902)
  - Manuel Francisco Vélez, gwatemalski duchowny katolicki, biskup Tegucigalpy w Hondurasie (zm. 1901)
  - Nikołaj Zinowjew, rosyjski polityk (zm. 1917)
- 1840 – Wasilij Uljanin, rosyjski zoolog (zm. 1889)
- 1841 – Fiodor Rieszetnikow, rosyjski pisarz (zm. 1871)
- 1844 – Tivadar Puskás, węgierski fizyk, wynalazca (zm. 1893)
- 1847 – Filipina Płaskowicka, polska pedagog, polityk, działaczka socjalistyczna (zm. 1881)
- 1849 – Michał Węsławski, polski adwokat, polityk, prezydent Wilna, poseł do Dumy Państwowej (zm. 1917)
- 1850:
  - Franziskus von Bettinger, niemiecki duchowny katolicki, arcybiskup Monachium Freising, kardynał (zm. 1917)
  - Guerra Junqueiro, portugalski prawnik, polityk, poeta (zm. 1923)
- 1851 – Henri James Simon, niemiecki przedsiębiorca, kolekcjoner i mecenas sztuki (zm. 1932)
- 1853:
  - Edwin Pynchon, amerykański otorynolaryngolog, wynalazca instrumentów chirurgicznych (zm. 1914)
  - Michał Sozański, polski malarz, rysownik (zm. 1923)
- 1854:
  - David Dunbar Buick, szkocko-amerykański konstruktor samochodowy, przedsiębiorca (zm. 1929)
  - Heinrich Pesch, niemiecki jezuita, teolog, ekonomista, filozof (zm. 1926)
- 1857:
  - Konstantin Ciołkowski, rosyjski uczony pochodzenia polskiego (zm. 1935)
  - Lillian Watson, brytyjska tenisistka (zm. 1918)
- 1858 – Robert Vonnoh, amerykański malarz (zm. 1933)
- 1864 – Mychajło Kociubynski, ukraiński pisarz (zm. 1913)
- 1867:
  - Shiki Masaoka, japoński pisarz (zm. 1902)
  - Antoni Potocki, polski pisarz, krytyk literacki (zm. 1939)
- 1868 – Carl Brockelmann, niemiecki orientalista (zm. 1956)
- 1869 – Christian Lous Lange, norweski filolog, polityk, laureat Pokojowej Nagrody Nobla (zm. 1938)
- 1873 – Cécile Sorel, francuska aktorka (zm. 1966)
- 1875 – John Holmes Overton, amerykański polityk, senator (zm. 1948)
- 1878 – Vincenzo Tommasini, włoski kompozytor (zm. 1950)
- 1880 – Vail M. Pittman, amerykański polityk (zm. 1964)
- 1881:
  - George Bacovia, rumuński poeta (zm. 1957)
  - Eugène Olivier, francuski szpadzista (zm. 1964)
- 1882 – Frank Schulte, amerykański baseballista pochodzenia niemieckiego (zm. 1949)
- 1883:
  - Marcus Walter Schwalbe, niemiecki neurolog (zm. 1926)
  - Bertil Tallberg, fiński żeglarz sportowy (zm. 1963)
  - William Carlos Williams, amerykański poeta, prozaik, dramaturg (zm. 1963)
- 1884 – Carl Hellemann, duński kolarz torowy (zm. ?)
- 1885:
  - Michalina Chełmońska-Szczepankowska, polska nauczycielka, poetka, tłumaczka (zm. 1953)
  - Franciszek Sonik, polski duchowny katolicki, biskup pomocniczy kielecki (zm. 1957)
- 1886 – Billy Papke, amerykański bokser pochodzenia niemieckiego (zm. 1936)
- 1887:
  - Dawid Lui, polski aktor pochodzenia żydowskiego (zm. ?)
  - Stanisław Riess de Riesenhorst, polski podpułkownik kawalerii (zm. 1944)
- 1888:
  - Maryn Blanes Giner, hiszpański działacz Akcji Katolickiej, męczennik, błogosławiony (zm. 1936)
  - Allan Franck, fiński żeglarz sportowy (zm. 1963)
  - Nikołaj Wojewodski, rosyjski wojskowy, major RAF, konstruktor lotniczy, emigrant (zm. 1975)
- 1889:
  - Tadeusz Hołówko, polski publicysta, polityk, poseł na Sejm RP (zm. 1931)
  - Theodor Scherer, niemiecki generał porucznik (zm. 1951)
- 1890:
  - France Bevk, słoweński pisarz (zm. 1970)
  - Colin Carruthers, brytyjski hokeista (zm. 1957)
- 1891 – Zygmunt Berezowski, polski prawnik, dziennikarz, polityk, poseł na Sejm RP, minister spraw wewnętrznych (zm. 1979)
- 1892 – Hendrik Andriessen, holenderski kompozytor, organista (zm. 1981)
- 1893 – Jānis Kalnbērziņš, łotewski polityk komunistyczny (zm. 1986)
- 1895:
  - (lub 1894) James Outram Anderson, australijski tenisista (zm. 1973)
  - Bolesław Świętochowski, polski biolog (zm. 1975)
- 1896 – Mir Cəfər Bağırov, azerski polityk komunistyczny (zm. 1956)
- 1897:
  - William Gopallawa, lankijski polityk, gubernator generalny Cejlonu, pierwszy prezydent Sri Lanki (zm. 1981)
  - Rudolf Ramseyer, szwajcarski piłkarz (zm. 1943)
- 1898:
  - Robert Grassin, francuski kolarz szosowy i torowy (zm. 1980)
  - Christo Smirnenski, bułgarski poeta, prozaik, satyryk (zm. 1923)
- 1899:
  - Harold Bennett, brytyjski aktor, artysta cyrkowy, architekt (zm. 1981)
  - Adam Bochnak, polski historyk sztuki, muzeolog (zm. 1974)
  - Mathew Harris Ellsworth, amerykański polityk (zm. 1986)
  - Axel Jensen, duński lekkoatleta, maratończyk (zm. 1968)
- 1900:
  - Michaił Katukow, radziecki dowódca wojskowy, marszałek wojsk pancernych (zm. 1976)
  - Wacław Kuliszewski, polski major, żołnierz AK, uczestnik powstania warszawskiego (zm. 1944)
  - Ján Majko, słowacki speleolog (zm. 1985)
  - John Willard Marriott, amerykański przedsiębiorca (zm. 1985)
- 1901 – Francis Chichester, brytyjski podróżnik, żeglarz (zm. 1972)
- 1902:
  - Adam Aston, polski aktor, piosenkarz pochodzenia żydowskiego (zm. 1993)
  - Anna Dydyńska-Paszkowska, polska lekarz pediatra, harcerka (zm. 1997)
  - Hugo Hartung, niemiecki aktor, prozaik, dramaturg (zm. 1972)
  - Esther Ralston, amerykańska aktorka (zm. 1994)
- 1903:
  - Dolores Costello, amerykańska aktorka (zm. 1979)
  - George Koltanowski, belgijsko-amerykański szachista, dziennikarz, sędzia i działacz szachowy pochodzenia polsko-żydowskiego (zm. 2000)
  - Karel Miljon, holenderski bokser (zm. 1984)
  - Frank O’Connor, irlandzki poeta, dramaturg, prozaik (zm. 1966)
  - Olavi Paavolainen, fiński pisarz (zm. 1964)
- 1904:
  - Jerry Colonna, amerykański piosenkarz, puzonista, kompozytor, aktor pochodzenia włoskiego (zm. 1986)
  - Tadeusz Kochmański, polski profesor nauk geodezyjnych (zm. 1986)
  - Jürgen Kuczynski, niemiecki działacz komunistyczny, historyk ekonomii, agent GRU pochodzenia żydowskiego (zm. 1997)
  - Edgar G. Ulmer, austriacko-amerykański reżyser filmowy (zm. 1972)
  - Lidia Winniczuk, polska filolog klasyczna, tłumaczka, wykładowczyni akademicka (zm. 1993)
- 1905:
  - Raúl Fernández, meksykański koszykarz (zm. 1982)
  - Hans Freudenthal, holenderski matematyk, wykładowca akademicki pochodzenia niemiecko-żydowskiego (zm. 1990)
  - Józef Skrzypek, polski historyk, wykładowca akademicki (zm. 1974)
  - Tadeusz Tokar, polski piłkarz, koszykarz (zm. 1973)
  - Józef Wieczorek, polski bokser, trener (zm. 1999)
- 1906:
  - Junius Richard Jayewardene, lankijski prawnik, polityk, premier i prezydent Sri Lanki (zm. 1996)
  - Wacława Sadkowska, polska lekkoatletka, sprinterka i skoczkini w dal, dziennikarka sportowa, nauczycielka (zm. 1965)
- 1907:
  - Camille Bryen, francuski malarz, poeta (zm. 1977)
  - Warren Earl Burger, amerykański prawnik, prezes Sądu Najwyższego (zm. 1995)
  - Siarhiej Dziarhaj, białoruski poeta, tłumacz (zm. 1980)
  - Michał Remón Salvador, hiszpański franciszkanin, męczennik, błogosławiony (zm. 1936)
- 1908 – Aleksander Niezabitowski, polski piłkarz (zm. 1991)
- 1909:
  - Fiedos Awchaczow, radziecki major (zm. 1993)
  - Omero Bonoli, włoski gimnastyk (zm. 1934)
  - Ivan Gajer, chorwacki piłkarz (zm. 1982)
  - Ernie Koy, amerykański baseballista (zm. 2007)
  - Wesley Ramey, amerykański bokser (zm. 1997)
- 1910:
  - Nadzieja Hrekawa, białoruska polityk (zm. 2001)
  - Bolesław Stefański, polski duchowny katolicki, członek podziemia antykomunistycznego, kapelan AK (zm. 1964)
- 1911:
  - Wasyl Biłas, ukraiński nacjonalista, zamachowiec (zm. 1932)
  - Adam Ostrowski, polski prawnik, dyplomata (zm. 1977)
  - Aleksander Winnicki, polski malarz (zm. 2002)
- 1912:
  - Eva Dawes, kanadyjska lekkoatletka, skoczkini wzwyż (zm. 2009)
  - Irena Kwiatkowska, polska aktorka, piosenkarka, artystka kabaretowa (zm. 2011)
  - Stanisław Siedlecki, polski geolog, polarnik, taternik (zm. 2002)
  - Maksim Tank, białoruski poeta (zm. 1995)
  - Władysław Wagner, polski żeglarz, publicysta (zm. 1992)
- 1913:
  - Mira Lobe, austriacka autorka literatury dziecięcej (zm. 1965)
  - Eugene Odum, amerykański ekolog (zm. 2002)
- 1914 – William Grut, szwedzki pięcioboista nowoczesny (zm. 2012)
- 1915 – Maciej Żurowski, polski romanista, tłumacz (zm. 2003)
- 1916:
  - Jumdżaagijn Cedenbal, mongolski ekonomista, polityk, działacz komunistyczny, prezydent Mongolii (zm. 1991)
  - Irena Koberdowa, polska historyk nauk politycznych (zm. 2008)
  - Władysław Kopeć, polski polityk, minister budownictwa (zm. 1971)
  - Mary Stewart, brytyjska pisarka (zm. 2014)
- 1917:
  - Tadeusz Kałasa, polski rzemieślnik, działacz społeczny, polityk, poseł na Sejm PRL (zm. 2012)
  - Héctor Enrique Santos Hernández, honduraski duchowny katolicki, biskup Santa Rosa de Copán, arcybiskup metropolita Tegucigalpy (zm. 2005)
- 1918:
  - Chaim Herzog, izraelski wojskowy, polityk, prezydent Izraela (zm. 1997)
  - Jorge Illueca, panamski prawnik, dyplomata, polityk, prezydent Panamy (zm. 2012)
- 1919 – Kazimierz Budzik, polski kapitan pilot (zm. 2014)
- 1920:
  - Janusz Brochwicz-Lewiński, polski generał brygady (zm. 2017)
  - Marjorie Holt, amerykańska prawnik, polityk (zm. 2018)
  - Michal Hornstein, kanadyjski przedsiębiorca, kolekcjoner dzieł sztuki, filantrop (zm. 2016)
- 1921:
  - Virgilio Barco Vargas, kolumbijski dyplomata, polityk, prezydent Kolumbii (zm. 1997)
  - Aleksandr Wybornow, radziecki generał porucznik lotnictwa (zm. 2015)
- 1922:
  - Francescopaolo D’Angelosante, włoski samorządowiec, polityk, senator i eurodeputowany (zm. 1997)
  - Agostinho Neto, angolski poeta, polityk, prezydent Angoli (zm. 1979)
  - Władysław Wojtkowiak, polski polityk, poseł na Sejm PRL
- 1923:
  - Gisèle Pascal, francuska aktorka (zm. 2007)
  - Jerzy Tkaczyk, polski aktor (zm. 2006)
  - Hank Williams, amerykański piosenkarz country (zm. 1953)
- 1924:
  - Antonín Liška, czeski duchowny katolicki, biskup pomocniczy praski, biskup czeskobudziejowicki (zm. 2003)
  - Les McKeand, australijski lekkoatleta, trójskoczek i oszczepnik (zm. 1950)
  - Zdzisław Mossóczy, polski pułkownik (zm. 2008)
  - Kōken Nosaka, japoński polityk (zm. 2004)
- 1925:
  - Peter Ladefoged, brytyjski językoznawca, fonetyk (zm. 2006)
  - Francesco Merloni, włoski przedsiębiorca, polityk, minister robót publicznych (zm. 2024)
  - Ludwik Sobolewski, polski działacz piłkarski (zm. 2008)
- 1926:
  - Curtis Harrington, amerykański reżyser filmowy (zm. 2007)
  - Franciszek Kądziołka, polski operator filmowy (zm. 1983)
  - Andrea Kékesy, węgierska łyżwiarka figurowa (zm. 2024)
  - Jean-Marie Lustiger, francuski duchowny katolicki, arcybiskup Paryża, kardynał (zm. 2007)
  - Anna Narębska, polska profesor chemii fizycznej (zm. 2022)
  - Klaus Schütz, niemiecki polityk (zm. 2012)
- 1927:
  - Hélène Langevin-Joliot, francuska fizyk jądrowa, wykładowczyni akademicka
  - Andrzej Warchałowski, polski entomolog, wykładowca akademicki (zm. 2019)
- 1928:
  - Roddy McDowall, brytyjski aktor (zm. 1998)
  - William Smith, amerykański zapaśnik (zm. 2018)
  - Stanisław Zabielski, polski profesor leśnictwa (zm. 2004)
- 1929:
  - Tomasz Chełmiński, polski iluzjonista (zm. 2006)
  - Lech Domeracki, polski sędzia, polityk, minister sprawiedliwości (zm. 2020)
  - Stirling Moss, brytyjski kierowca wyścigowy (zm. 2020)
  - Eliséo Prado, argentyński piłkarz (zm. 2016)
- 1930:
  - Endre Gyulay, węgierski duchowny katolicki, biskup segedyńsko-csanádzki (zm. 2024)
  - David Huddleston, amerykański aktor (zm. 2016)
  - Radja Jeroszyna, rosyjska biegaczka narciarska (zm. 2012)
  - Theo Loevendie, holenderski klarnecista, saksofonista, kompozytor
  - Edgar Mitchell, amerykański komandor, astronauta (zm. 2016)
  - Thomas Stafford, amerykański generał, astronauta (zm. 2024)
- 1931:
  - Anne Bancroft, amerykańska aktorka (zm. 2005)
  - Ivo Baueršíma, szwajcarski astronom, geodeta, wykładowca akademicki pochodzenia czeskiego
  - Jerzy Wiatr, polski socjolog, politolog, wykładowca akademicki, polityk, poseł na Sejm RP, minister edukacji narodowej
- 1932:
  - Ludwik Gładyszewski, polski duchowny katolicki, filolog klasyczny, tłumacz (zm. 2009)
  - Gerardo González, kolumbijski strzelec sportowy
  - Jan Koteja, polski zoolog, entomolog-kokcidolog, wykładowca akademicki (zm. 2004)
  - Robert B. Parker, amerykański pisarz (zm. 2010)
  - Chalifa ibn Ahmad Al Sani, emir Kataru (zm. 2016)
  - Zdzisław Wilk, polski inżynier, polityk, poseł na Sejm PRL
- 1933:
  - Arsenio Corsellas, hiszpański aktor, lektor filmowy (zm. 2019)
  - Chuck Grassley, amerykański polityk, senator
- 1934 – Maureen Connolly, amerykańska tenisistka (zm. 1969)
- 1935:
  - Roman Garbowski, polski aktor (zm. 2023)
  - Ken Kesey, amerykański pisarz (zm. 2001)
  - Serge Klarsfeld, francuski prawnik, historyk, pisarz, tropiciel nazistów
  - Mauro Morelli, brazylijski duchowny katolicki, biskup Duque de Caxias (zm. 2023)
  - Einar Østby, norweski biegacz narciarski (zm. 2022)
  - Władysław Tajner, polski skoczek narciarski, narciarz alpejski (zm. 2012)
- 1936:
  - Jan Gehl, duński architekt, urbanista
  - Gerald Guralnik, amerykański fizyk (zm. 2014)
  - Charles J. Krebs, amerykański zoolog, ekolog
  - Antioco Piseddu, włoski duchowny katolicki, biskup Lanusei (zm. 2025)
  - Rolv Wesenlund, norweski aktor (zm. 2013)
  - Tadeusz Włudarski, polski aktor (zm. 1989)
- 1937:
  - Nigel Boocock, brytyjski żużlowiec (zm. 2015)
  - Orlando Cepeda, portorykański baseballista (zm. 2024)
  - Gary Chapman, australijski pływak (zm. 1978)
  - Franciszek Gajb, polski pianista, pedagog muzyczny (zm. 2006)
  - Urszula Mazurek, polska harfistka, pedagog
- 1938:
  - Dilip Chitre, indyjski poeta (zm. 2009)
  - Aydın İbrahimov, azerski zapaśnik (zm. 2021)
  - Tamara Sołoniewicz, polska reżyserka i scenarzystka filmowa (zm. 2000)
- 1939:
  - Kim Ki-soo, południowokoreański bokser (zm. 1997)
  - Władimir Mieńszow, rosyjski aktor, reżyser filmowy (zm. 2021)
  - Jolanta Napiórkowska-Kowalik, polska entomolog, lepidopterolog (zm. 2017)
  - David Souter, amerykański prawnik, sędzia Sądu Najwyższego (zm. 2025)
- 1940:
  - Artur Bata, polski historyk, archeolog, dziennikarz (zm. 2025)
  - Lorella De Luca, włoska aktorka (zm. 2014)
  - Jan Eliasson, szwedzki dyplomata, polityk
  - Władimir Gudiew, rosyjski dyplomata
  - Klaus Küng, austriacki duchowny katolicki, biskup St. Pölten
  - István Móna, węgierski pięcioboista nowoczesny (zm. 2010)
- 1941:
  - Andrzej Adamczewski, polski aktor (zm. 1967)
  - Marit Allen, brytyjska projektantka mody, dziennikarka (zm. 2007)
  - Atenagoras (Anastasiadis), amerykański duchowny prawosławny, metropolita Meksyku, Panamy i Vize (zm. 2025)
  - Lembit Annus, estoński polityk komunistyczny, dziennikarz (zm. 2018)
  - Marie-Claude Charmasson, francuska uczestniczka wyścigów samochodowych
  - Nils Arne Eggen, norweski piłkarz, trener (zm. 2022)
  - Bob Matsui, amerykański polityk pochodzenia japońskiego (zm. 2005)
- 1942:
  - Brenda Archer, gujańska lekkoatletka, skoczkini wzwyż
  - Teresa Budzisz-Krzyżanowska, polska aktorka
  - Petyr Kirow, bułgarski zapaśnik
- 1943:
  - Angelo Comastri, włoski kardynał
  - Samuel Durrance, amerykański astronauta (zm. 2023)
  - János Kis, węgierski filozof, publicysta
  - Pavel Rychetský, czeski prawnik, sędzia, prezes Sądu Konstytucyjnego
  - Robert Ulanowicz, amerykański ekolog-teoretyk pochodzenia polskiego
  - Anthony Zinni, amerykański generał
- 1944:
  - Alena Bartošová, czechosłowacka biegaczka narciarska
  - Bertalan Bicskei, węgierski piłkarz, bramkarz, trener (zm. 2011)
  - Anna Hedborg, szwedzka polityk, minister
  - Jerzy Janiszewski, polski dziennikarz muzyczny, prezenter radiowy (zm. 2019)
  - Reinhold Messner, włoski himalaista pochodzenia tyrolskiego
  - John Writer, amerykański strzelec sportowy
- 1945:
  - Phil Jackson, amerykański trener koszykówki
  - Władysław Sidorowicz, polski psychiatra, polityk, minister zdrowia i opieki społecznej (zm. 2014)
  - Bruce Spence, nowozelandzki aktor
- 1946:
  - Barbara Bedła-Tomaszewska, polska lekkoatletka, wieloboistka
  - Jerzy Milewski, polski skrzypek
  - Guriasz (Szalimow), rosyjski biskup prawosławny
  - Barbara Weiler, niemiecka polityk
- 1947:
  - Richard Ashworth, brytyjski rolnik, polityk
  - Marie-Thérèse Hermange, francuska działaczka samorządowa, polityk
  - Tessa Jowell, brytyjska polityk, minister kultury mediów i sportu (zm. 2018)
  - Craig Richard Nelson, amerykański aktor, reżyser teatralny, filmowy i telewizyjny (zm. 2025)
  - Bruce Pandolfini, amerykański szachista, dziennikarz, pisarz
- 1948:
  - Jerzy Michalak, polski polityk, poseł na Sejm RP
  - Kirił Miłanow, bułgarski piłkarz (zm. 2011)
  - John Ritter, amerykański aktor (zm. 2003)
- 1949:
  - Hienadź Karpienka, białoruski naukowiec, polityk opozycyjny (zm. 1999)
  - Johan de Waal, namibijski polityk
  - Zbigniew Wassermann, polski prawnik, prokurator, polityk, koordynator służb specjalnych, poseł na Sejm RP (zm. 2010)
- 1950:
  - Soledad Alvear, chilijska prawnik, polityk
  - Giulio Fantuzzi, włoski samorządowiec, polityk
  - Awszalom Kor, izraelski językoznawca
  - Narendra Modi, indyjski polityk, premier Indii
  - Bożena Modnicka, polska siatkarka
  - Hassan Nayebagha, irański piłkarz, polityk
  - Małgorzata Smoleńska-Kwiatkowska, polska koszykarka
  - Michał Stuligrosz, polski geograf, samorządowiec, polityk, poseł na Sejm RP
- 1951:
  - Satymkuł Dżumanazarow, kirgiski lekkoatleta, maratończyk (zm. 2007)
  - Piet Kleine, holenderski łyżwiarz szybki, kolarz szosowy
  - Zbigniew Lewandowski, polski perkusista, kompozytor, aranżer
  - Cassandra Peterson, amerykańska aktorka
  - Sue Reeve, brytyjska lekkoatletka, skoczkini w dal i wieloboistka
  - Kermit Washington, amerykański koszykarz
- 1952:
  - Tomasz Borkowy, polski aktor
  - Krzysztof Kołbasiuk, polski aktor (zm. 2006)
  - Edward Lasok, polski inżynier, samorządowiec, prezydent Mysłowic
  - Teresa Lubińska, polska ekonomistka, polityk, minister finansów
  - Milan Šašik, słowacki duchowny greckokatolicki, biskup eparchii mukaczewskiej (zm. 2020)
- 1953:
  - Luís Amado, portugalski ekonomista, polityk
  - Junior Bridgeman, amerykański koszykarz (zm. 2025)
  - Nikolaos Chundis, grecki polityk
  - Bernd Dürnberger, niemiecki piłkarz
  - Marek Jagodziński, polski archeolog
  - Eleuteriusz (Kozoriez), rosyjski biskup prawosławny
  - Jan Möller, szwedzki piłkarz, bramkarz
  - Mirjana Ognjenović, chorwacka piłkarka ręczna
  - Francisco Padilla, filipiński duchowny katolicki, arcybiskup, nuncjusz apostolski
  - Gene Taylor, amerykański polityk
  - Steve Williams, brytyjski perkusista, członek zespołu Budgie
- 1954:
  - Márta Kelemen, węgierska gimnastyczka
  - František Kunzo, słowacki piłkarz
  - Gabriele Preuß, niemiecka działaczka samorządowa, polityk
  - Jocelyne Villeton, francuska lekkoatletka, maratonka
  - Antoni Wójtowicz, polski przedsiębiorca, wydawca, działacz opozycji antykomunistycznej (zm. 2020)
  - Grażyna Zarzecka, polska malarka, pedagog
- 1955:
  - Jan Jankiewicz, polski kolarz torowy i szosowy
  - Mike Parson, amerykański polityk, gubernator Missouri
- 1956:
  - Ałmazbek Atambajew, kirgiski polityk, premier Kirgistanu
  - Rina Frenkel, izraelska polityk
  - Wiktor Hraczow, ukraiński piłkarz, trener
- 1957:
  - Martinho Ndafa Kabi, polityk z Gwinei Bissau, premier
  - Charlotte Koefoed, duńska wioślarka
  - Cem Pamiroğlu, turecki piłkarz, trener
  - Andris Piebalgs, łotewski nauczyciel, urzędnik państwowy, polityk
  - Gebran Tueni, libański dziennikarz, polityk (zm. 2005)
- 1958:
  - Janez Janša, słoweński polityk, premier Słowenii
  - Sabina Pasoń, polska malarka
  - Piotr Zakrzewski, polski matematyk, wykładowca akademicki
- 1959:
  - Keith Cooke, amerykański aktor, kaskader
  - Florentin Crihălmeanu, rumuński duchowny katolicki rytu bizantyjskiego, biskup eparchii Klużu-Gherli (zm. 2021)
  - Janez Podobnik, słoweński polityk
  - Bogdan Zajączkowski, polski piłkarz ręczny, trener
- 1960:
  - Andi Grünenfelder, szwajcarski biegacz narciarski
  - Damon Hill, brytyjski kierowca wyścigowy
  - Alan Krueger, amerykański ekonomista (zm. 2019)
  - Jan Liesen, holenderski duchowny katolicki, biskup Bredy
- 1961:
  - Pamela Melroy, amerykańska astronautka
  - Artur Pawłowski, polski fotoreporter
  - Ty Tabor, amerykański gitarzysta, wokalista, członek zespołu King’s X
- 1962:
  - Hiszam Kandil, egipski polityk, premier Egiptu
  - Konstantin Kosaczew, rosyjski polityk
  - Baz Luhrmann, australijski reżyser, scenarzysta i producent filmowy
  - Steffi Martin, niemiecka saneczkarka (zm. 2017)
- 1963:
  - Jolanta Błędowska, polska hokeistka na trawie
  - Gian-Carlo Coppola, amerykański producent filmowy pochodzenia włoskiego (zm. 1986)
  - Olga Czerniawska, rosyjska lekkoatletka, dyskobolka
  - William Shockley, amerykański aktor, muzyk
  - Piotr Zgorzelski, polski samorządowiec, polityk, poseł na Sejm RP
- 1964:
  - Dariusz Bayer, polski piłkarz
  - Tomasz Dostatni, polski dominikanin
  - Franck Piccard, francuski narciarz alpejski
- 1965:
  - Kyle Chandler, amerykański aktor, reżyser i scenarzysta filmowy
  - Aleksander Gabelic, szwedzki prawnik, polityk pochodzenia chorwackiego
  - Krzysztof Grzeszczak, polski kompozytor, teoretyk muzyki, organista
  - Yūji Naka, japoński twórca gier komputerowych
  - Ali Akbar Ostad-Asadi, irański piłkarz
  - Hubert Pallhuber, włoski kolarz górski
  - Guy Picciotto, amerykański wokalista, gitarzysta pochodzenia włoskiego, członek zespołów: Rites of Spring i Fugazi
  - Bryan Singer, amerykański reżyser, scenarzysta i producent filmowy pochodzenia żydowskiego
- 1966:
  - Minna Aaltonen, fińska aktorka (zm. 2021)
  - Marc Birsens, luksemburski piłkarz
  - Paula Jones, amerykańska urzędniczka
  - Marek Kwiek, polski filozof
  - Patrick O’Connor, jamajski lekkoatleta, sprinter
- 1967:
  - Michael Carbajal, amerykański bokser pochodzenia meksykańskiego
  - Stefan Krauße, niemiecki saneczkarz
  - Wolfgang Perner, austriacki biathlonista (zm. 2019)
  - Petr Pravec, czeski astronom
  - Tomasz Tomiak, polski wioślarz (zm. 2020)
  - Mate Uzinić, chorwacki duchowny katolicki, biskup Dubrownika
  - Malik Yoba, amerykański aktor, piosenkarz pochodzenia burkińskiego
- 1968:
  - Anastacia, amerykańska piosenkarka
  - Giorgi Daraselia, gruziński piłkarz, trener
  - Lord Jamar, amerykański raper
  - Karsten Just, niemiecki lekkoatleta, sprinter
  - Mehmet Akif Pirim, turecki zapaśnik
  - Cheryl Strayed, amerykańska pisarka, eseistka
  - Tito Vilanova, hiszpański piłkarz, trener (zm. 2014)
- 1969:
  - Heiko Balz, niemiecki zapaśnik
  - Ken Doherty, irlandzki snookerzysta
  - Keith Flint, brytyjski muzyk, wokalista, członek zespołu The Prodigy (zm. 2019)
  - Kobi Oz, izraelski muzyk, członek zespołu Teapacks
  - Matthew Settle, amerykański aktor
  - Christine Thorburn, amerykańska kolarka szosowa
  - Claudio Úbeda, argentyński piłkarz, trener
  - Doug Smith, amerykański koszykarz
- 1970:
  - Edílson, brazylijski piłkarz
  - Marcus Feldt, szwedzki curler
  - Kari Herbert, brytyjska pisarka, podróżniczka
  - Andrejs Piedels, łotewski piłkarz, bramkarz
  - Mirjalol Qosimov, uzbecki piłkarz, trener
- 1971:
  - Waldemar Andzel, polski politolog, polityk, poseł na Sejm RP
  - Erik Aresta, słowacki piosenkarz, kompozytor
  - Sergej Barbarez, bośniacki piłkarz
  - Slavko Goluža, chorwacki piłkarz ręczny
  - Roman Mählich, austriacki piłkarz
  - Jolanta Malinowska, polska historyk (zm. 2000)
  - Robert Mazurek, polski dziennikarz, publicysta, felietonista
  - Mauro Milanese, włoski piłkarz
  - Adriana Sklenaříková, słowacka modelka, aktorka
  - Seydou Traoré, burkiński piłkarz
  - Jens Voigt, niemiecki kolarz szosowy
- 1973:
  - Lubow Bruletowa, rosyjska judoczka
  - Demis Nikolaidis, grecki piłkarz
  - Petter Rudi, norweski piłkarz
  - Alexander Schweitzer, niemiecki polityk, premier Nadrenii-Palatynatu
  - Marek Zając, polski piłkarz
  - Antonina Zetowa, bułgarska siatkarka
- 1974:
  - Rareș Bogdan, rumuński dziennikarz, polityk, eurodeputowany
  - Stacy Kamano, amerykańska aktorka
  - Darío Rodríguez, urugwajski piłkarz
  - Helgi Sigurðsson, islandzki piłkarz
  - Austin St. John, amerykański aktor, zawodnik MMA
  - Rasheed Wallace, amerykański koszykarz
- 1975:
  - Daniel Blumczyński, polski koszykarz
  - Tayna Lawrence, jamajska lekkoatletka, sprinterka
  - Constantine Maroulis, amerykański aktor, piosenkarz
  - Mateusz Polit, polski reżyser, choreograf
  - Alexa von Schwichow, niemiecka judoczka
- 1976:
  - Anna-Marie de Zwager, kanadyjska wioślarka
  - Uchenna Emedolu, nigeryjski sprinter
  - Robert Korólczyk, polski artysta kabaretowy
  - Peja, polski raper
  - Masami Taniguchi, japońska siatkarka
  - Marcin Urbaś, polski lekkoatleta, sprinter, wokalista
- 1977:
  - Alemitu Bekele, turecka lekkoatletka, biegaczka długodystansowa pochodzenia etiopskiego
  - Simona Gioli, włoska siatkarka
  - Jelena Godina, rosyjska siatkarka
  - Rołan Gusiew, rosyjski piłkarz
  - Denis Kang, kanadyjski zawodnik MMA
  - Simone Perrotta, włoski piłkarz
  - Joanna Rossa, polska aktorka
  - Ilona Wrońska, polska aktorka
- 1978:
  - Shawn Horcoff, kanadyjski hokeista
  - Nigel Sadler, australijski żużlowiec
  - Mario Andrés Soto, kolumbijski kolarz BMX
  - Jacek Sutryk, polski socjolog, samorządowiec, prezydent Wrocławia
- 1979:
  - Neill Blomkamp, południowoafrykański reżyser filmowy
  - Chuck Comeau, kanadyjski perkusista, członek zespołu Simple Plan
  - Marcin Dorna, polski trener piłkarski
  - Flo Rida, amerykański raper, autor tekstów
  - Clive Hachilensa, zambijski piłkarz
  - Beniamin (Kiriłłow), rosyjski biskup prawosławny
- 1980:
  - Anna Cieślak, polska aktorka
  - Michał Grott, polski basista, muzyk sesyjny, kompozytor
  - Lubomyr Kobylczuk, ukraiński reżyser filmowy
  - Curtis Tomasevicz, amerykański bobsleista
  - Paulina Wilk, polska dziennikarka, reportażystka, pisarka
- 1981:
  - Elodie Ajinça, francuska kolarka BMX
  - Bakari Koné, iworyjski piłkarz
  - Kerstin Naumann, niemiecka wioślarka
  - Anna Olofsson, szwedzka snowboardzistka
  - Jonathan Radtke, amerykański gitarzysta, członek zespołu Kill Hannah
- 1982:
  - Emil Martínez, honduraski piłkarz
  - Kazuhiro Mori, japoński kolarz szosowy
  - Wade Robson, australijski tancerz, choreograf, aktor, producent telewizyjny
  - Roland Schlinger, austriacki piłkarz ręczny
  - Jakub Wroński, polski reżyser i scenarzysta filmowy
- 1983:
  - Maria Bińczyk, polska łyżwiarka figurowa
  - Juan Díaz, amerykański bokser pochodzenia meksykańskiego
  - Alexandra Louis, francuska polityk
  - Maryna Tumas, białoruska siatkarka
- 1984:
  - Kim Dae-eun, południowokoreański gimnastyk
  - John Kucera, kanadyjski narciarz alpejski pochodzenia czeskiego
  - Patrick van Luijk, holenderski lekkoatleta, sprinter
  - Mary Mohler, amerykańska pływaczka
  - Tigran L. Petrosjan, ormiański szachista
  - David Smerdon, australijski szachista
  - Tatjana Popowa, rosyjska koszykarka
- 1985:
  - Bjanka, rosyjska piosenkarka pochodzenia białoruskiego
  - Tomáš Berdych, czeski tenisista
  - Ümit Korkmaz, austriacki piłkarz pochodzenia tureckiego
  - Pawieł Krugłow, rosyjski siatkarz
  - Aleksandr Owieczkin, rosyjski hokeista
  - Mirza Teletović, bośniacki koszykarz
  - Siaosi Manumataongo ʻAlaivahamamaʻo ʻAhoʻeitu Konstantin Tukuʻaho, tongijski książę, następca tronu
  - Jon Walker, amerykański basista, członek zespołów: Panic! at the Disco i The Young Veins
- 1986:
  - Serdar Böke, turecki zapaśnik
  - Paolo De Ceglie, włoski piłkarz
  - Siarhiej Kazieka, białoruski piłkarz
  - Yoshitsugu Matsuoka, japoński aktor
  - Landry Mulemo, belgijski piłkarz
  - Sophie, brytyjska producentka muzyczna, piosenkarka, didżejka (zm. 2021)
- 1987:
  - Nick Beer, szwajcarski kolarz górski
  - Paul Huntington, angielski piłkarz
  - Stergos Marinos, grecki piłkarz
  - Arvydas Mišeikis, litewski siatkarz
  - Lesley Roy, irlandzka piosenkarka
  - Amanda Spratt, australijska kolarka szosowa i torowa
  - Piotr Stramowski, polski aktor
- 1988:
  - Michael Fitzgerald, nowozelandzki piłkarz
  - Pawieł Mamajew, rosyjski piłkarz
  - Kristijan Naumowski, macedoński piłkarz, bramkarz
- 1989:
  - Danielle Brooks, amerykańska aktorka
  - Danny Queck, niemiecki skoczek narciarski
  - Michael Rabušic, czeski piłkarz
  - József Tabaka, węgierski żużlowiec
  - Zhao Shasha, chińska zapaśniczka
  - Ajla Šišič, bośniacka lekkoatletyka, tyczkarka
- 1990:
  - Jazmin Carlin, brytyjska pływaczka
  - Adrián Díaz, hiszpański łyżwiarz figurowy
  - Petar Đorđić, serbski piłkarz ręczny
  - Kamil Gradek, polski kolarz szosowy
  - Hong Chul, południowokoreański piłkarz
  - Harmony Ikande, nigeryjski piłkarz
  - Mihajlo Mitić, serbski siatkarz
  - Tim Myers, nowozelandzki piłkarz
  - Josué Pesqueira, portugalski piłkarz
  - Theo Reinhardt, niemiecki kolarz torowy i szosowy
  - Stephan Zwierschitz, austriacki piłkarz
- 1991:
  - Ali Gökdemir, azerski piłkarz
  - Jegor Jakowlew, rosyjski hokeista
  - Justyna Jegiołka, polska tenisistka
  - Minako Kotobuki, japońska aktorka głosowa, piosenkarka
  - Mena Massoud, kanadyjski aktor pochodzenia egipskiego
  - Jordan McCoy, amerykańska piosenkarka
  - Uche Nwofor, nigeryjski piłkarz
  - Miguel Quiame, angolski piłkarz
- 1992:
  - Toğrul Əsgərov, azerski zapaśnik
  - Yuki Irie, japońska zapaśniczka
  - Kemar Lawrence, jamajski piłkarz
  - Liu Jiayu, chińska snowboardzistka
  - Alfonzo McKinnie, amerykański koszykarz
- 1993:
  - Sandra Arenas, kolumbijska lekkoatletka, chodziarka
  - Sofiane Boufal, marokański piłkarz
  - Massimo Bruno, belgijski piłkarz pochodzenia włoskiego
  - Joe Bryan, angielski piłkarz
  - Antonio Čolak, chorwacki piłkarz
  - Meliha Diken, turecka siatkarka pochodzenia bośniackiego
  - Jacob Pebley, amerykański pływak
  - Nikołaj Prochorkin, rosyjski hokeista
  - Yordy Reyna, peruwiański piłkarz
  - Amr Warda, egipski piłkarz
- 1994:
  - Allyson Quevedo, chilijska judoczka
  - Inger Smits, holenderska piłkarka ręczna
  - Denyse Tontz, amerykańska aktorka, piosenkarka, tancerka
  - Taylor Ware, amerykańska piosenkarka country
- 1995:
  - Tassadit Amer, algierska zapaśniczka
  - Babacar Diop, mauretański piłkarz, bramkarz
  - Teenage Hadebe, zimbabwejski piłkarz
  - Dominik Hładun, polski piłkarz, bramkarz
  - Liu Qizhen, chiński lekkoatleta, oszczepnik
  - Patrick Mahomes, amerykański futbolista
- 1996:
  - Duje Ćaleta-Car, chorwacki piłkarz
  - Esteban Ocon, francuski kierowca wyścigowy
  - Ella Purnell, brytyjska aktorka
- 1997: 
  - Luke Greenbank, brytyjski pływak
  - Auston Matthews, amerykański hokeista
  - Daria Tymann, polska judoczka
- 1998:
  - Alec Georgen, francuski piłkarz
  - Tsukimi Namiki, japońska pięściarka
  - Julio Villalba, paragwajski piłkarz
- 1999:
  - Udoka Azubuike, nigeryjski koszykarz
  - Jaimee Fourlis, australijska tenisistka
  - Gleofilo Vlijter, surinamski piłkarz
  - Felizia Wikner-Zienkiewicz, szwedzka hokeistka
  - Patryk Wysocki, polski hokeista
  - Damian Żurek, polski łyżwiarz szybki
- 2000 – Marisleisys Duarthe, kubańska lekkoatletka, oszczepniczka
- 2001 – Elena Gaskell, kanadyjska narciarka dowolna
- 2002:
  - Elina Awanesian, rosyjska tenisistka
  - Zena, białoruska piosenkarka, prezenterka telewizyjna
- 2003 – Ai Mori, japońska wspinaczka sportowa
- 2005:
  - Antim Kundu, indyjska zapaśniczka
  - Jakub Lewicki, polski piłkarz
- 2006 – Ella Jay Basco, amerykańska aktorka pochodzenia koreańsko-filipińskiego
- 2008 – Mia Talerico, amerykańska aktorka

## Zmarli
- 397 – Nektariusz, patriarcha Konstantynopola (ur. ?)
- ok. 700 – Lambert, biskup Maastricht, męczennik, święty (ur. ok. 635)
- 1122 – Herman, biskup praski (ur. ?)
- 1176 – Jan Kantakuzen, bizantyński dowódca wojskowy (ur. ?)
- 1174 – Pietro di Miso, włoski kardynał (ur. ?)
- 1179 – Hildegarda z Bingen, niemiecka mistyczka, kompozytorka, poetka, wizjonerka, uzdrowicielka, przeorysza, święta (ur. 1098)
- 1322 – Robert III, hrabia Flandrii (ur. 1249)
- 1376 – Jarosław z Bogorii i Skotnik, polski duchowny katolicki, arcybiskup gnieźnieński (ur. ok. 1280)
- 1422 – Konstantyn II, władca Bułgarii (ur. ok. 1370)
- 1425 – Čeněk z Vartemberka, czeski szlachcic, husyta (ur. ?)
- 1482 – Wilhelm II, landgraf Turyngii (ur. 1425)
- 1485 – Piotr z Arbués, hiszpański inkwizytor, święty (ur. 1441)
- 1513 – Jan V, książę zatorski (ur. ok. 1455)
- 1518 – Niccolò Pandolfini, włoski duchowny katolicki, biskup Pistoi, kardynał (ur. 1440)
- 1533 – Filip I, margrabia Badenii-Sponheim (ur. 1479)
- 1574 – Pedro Menéndez de Avilés, hiszpański żeglarz, konkwistador, kolonizator Florydy (ur. 1519)
- 1575 – Heinrich Bullinger, szwajcarski reformator religijny, teolog protestancki (ur. 1504)
- 1609 – Jehuda Löw ben Becalel, żydowski rabin, talmudysta, filozof, mistyk, kabalista, alchemik, astrolog, matematyk (ur. ok. 1520)
- 1611 – Johannes Corputius, niderlandzki inżynier, dowódca wojskowy i kartograf (ur. kwiecień 1542)
- 1613 – Georg Scultetus, niemiecki duchowny katolicki, biskup pomocniczy wrocławski (ur. ok. 1560)
- 1621 – Robert Bellarmin, włoski jezuita, inkwizytor, kardynał, doktor Kościoła, święty (ur. 1542)
- 1632 – Susnyjos I, cesarz Etiopii (ur. 1572)
- 1643 – Dorota Kątska, polska norbertanka (ur. 1558)
- 1656 – Jan Mikołaj Smogulecki, polski jezuita, misjonarz, matematyk, astronom (ur. 1610)
- 1665 – Filip IV Habsburg, król Hiszpanii i Portugalii (ur. 1605)
- 1666 – August Młodszy, książę brunszwicko-lüneburski na Wolfenbüttel (ur. 1579)
- 1676 – Szabetaj Cewi, czarnogórski rabin, kabalista (ur. 1626)
- 1693 – Bartłomiej Misiałowicz, polski duchowny katolicki (ur. 1624)
- 1701 – Stanisław Papczyński, polski duchowny katolicki, zakonnik, pijar, założyciel Zgromadzenia Księży Marianów, święty (ur. 1631)
- 1711 – Giovanni Maria Gabrielli, włoski kardynał (ur. 1654)
- 1731 – Gustaw Samuel Wittelsbach, książę Palatynatu-Zweibrücken-Kleeberg (ur. 1670)
- 1748 – Philipp Gerlach, niemiecki architekt (ur. 1679)
- 1762 – Francesco Geminiani, włoski kompozytor, skrzypek (ur. 1687)
- 1767 – Edward August Hanowerski, książę Wielkiej Brytanii, Irlandii, Hanoweru oraz Yorku i Albany, hrabia Ulsteru, admirał (ur. 1739)
- 1771 – Tobias Smollett, szkocki pisarz (ur. 1721)
- 1778 – Michel-Ange Duquesne de Menneville, francuski oficer marynarki wojennej, polityk kolonialny (ur. ok. 1700)
- 1786 – Ieharu Tokugawa, japoński siogun (ur. 1737)
- 1791 – Tomás de Iriarte, hiszpański poeta (ur. 1750)
- 1795 – Marceli Żółtowski, polski szlachcic, łowczy poznański, konsyliarz województwa poznańskiego w konfederacji targowickiej (ur. ?)
- 1798 – Emanuel Nguyễn Văn Triệu, wietnamski duchowny katolicki, męczennik, święty (ur. 1756)
- 1803 – Franz Xaver Süssmayr, austriacki kompozytor (ur. 1766)
- 1806 – Edward Telfair, amerykański polityk pochodzenia szkockiego (ur. 1735)
- 1809 – Jan Traugott Bartelmus, niemiecki pastor, superintendent Moraw, Śląska i Galicji (ur. 1735)
- 1811 – Anna Margaretha Zwanziger, niemiecka seryjna morderczyni (ur. 1760)
- 1836 – Antoine Laurent de Jussieu, francuski botanik (ur. 1748)
- 1837 – Filippo Buonarroti, włosko-francuski rewolucjonista (ur. 1761)
- 1845 – Augustyn Żdżarski, polski poeta, dramaturg, tłumacz, pedagog (ur. 1794)
- 1849 – Jan Nepomucen Grocholski, polski szlachcic, polityk (ur. 1768)
- 1852 – Józef Napoleon Hutten-Czapski, polski działacz niepodległościowy i emigracyjny, uczestnik powstania listopadowego (ur. 1797)
- 1854 – Antoni Łabęcki, polski adwokat, polityk (ur. 1773)
- 1858 – Dred Scott, amerykański niewolnik (ur. ok. 1795)
- 1860 – Bernard Bogedain, niemiecki duchowny katolicki, biskup pomocniczy wrocławski (ur. 1810)
- 1863:
  - Edward Ellice, brytyjski przedsiębiorca, polityk (ur. 1783)
  - Józef Korzeniowski, polski pisarz (ur. 1797)
  - Alfred de Vigny, francuski prozaik, poeta, dramaturg (ur. 1797)
- 1866 – Franciszek Maria z Camporosso, włoski kapucyn, święty (ur. 1804)
- 1868 – Marian Kochanowski, polski poeta (ur. 1847)
- 1873 – Charles Yorke, brytyjski arystokrata, wojskowy, polityk (ur. 1799)
- 1877 – William Fox Talbot, brytyjski polihistor, archeolog, chemik, botanik, lingwista (ur. 1800)
- 1878 – Orelie-Antoine de Tounens, francuski prawnik, awanturnik (ur. 1825)
- 1879 – Eugène Viollet-le-Duc, francuski architekt, historyk sztuki (ur. 1814)
- 1884 – Mary E. Hewitt, amerykańska poetka (ur. 1807)
- 1886 – Asher Brown Durand, amerykański malarz, rytownik (ur. 1796)
- 1894 – Deng Shichang, chiński oficer floty Beiyang (ur. 1849)
- 1895 – Zygmunt Szczęsny Feliński, polski duchowny katolicki, arcybiskup warszawski, święty (ur. 1822)
- 1907:
  - Ignaz Brüll, austriacki kompozytor, pianista pochodzenia morawskiego (ur. 1846)
  - Edmonia Lewis, amerykańska rzeźbiarka (ur. 1844)
- 1908 – Thomas Selfridge, amerykański oficer, pierwsza ofiara wypadku lotniczego (ur. 1882)
- 1913 – Kazimierz Weydlich, polski szachista (ur. 1859)
- 1916 – Gustaw Blatt, polski językoznawca, wykładowca akademicki pochodzenia żydowskiego (ur. 1858)
- 1917 – Edward Petherick, brytyjsko-australijski księgarz, wydawca, archiwista, bibliograf, bibliofil (ur. 1847)
- 1918 – John Murphy Farley, amerykański duchowny katolicki, arcybiskup Nowego Jorku, kardynał pochodzenia irlandzkiego (ur. 1842)
- 1920:
  - Arnold Szylling, polski podpułkownik piechoty (ur. 1884)
  - Paweł Tyszkowski, polski ziemianin, polityk (ur. 1856)
- 1921 – Filip, książę Eulenburg (ur. 1847)
- 1922 – Roscoe Sarles, amerykański kierowca wyścigowy (ur. 1892)
- 1926:
  - Alice Elizabeth Foley Anderson, australijska bizneswoman (ur. 1897)
  - Kazimierz Sablik, polski kapitan piechoty (ur. 1895)
- 1927 – Kazimiera Gruszczyńska, polska zakonnica, założycielka i pierwsza przełożona generalna Zgromadzenia Sióstr Franciszkanek od Cierpiących, Służebnica Boża (ur. 1848)
- 1928 – Henryk Kunzek, polski malarz, rzeźbiarz (ur. 1871)
- 1929:
  - Jan Harusewicz, polski lekarz, polityk, poseł na Sejm RP (ur. 1863)
  - William Henry Perkin Jr., brytyjski chemik, wykładowca akademicki (ur. 1860)
- 1930 – Józef Rajmund Schmidt, polski prawnik, sędzia, polityk (ur. 1866)
- 1931:
  - Franciszek Frączkowski, polski aktor (ur. 1878)
  - Marvin Hart, amerykański bokser (ur. 1876)
  - Paweł Radziszewski, polski geolog, wykładowca akademicki (ur. 1890)
  - Albin Zazula, polski inżynier kolejnictwa, projektant linii kolejowych (ur. 1862)
- 1932 – Georg Brüning, niemiecki prawnik, polityk, burmistrz Bytomia (ur. 1851)
- 1933 – Maksymilian Nędza, polski restaurator, powstaniec śląski (ur. 1872)
- 1934 – Erik Lindqvist, szwedzki żeglarz sportowy (ur. 1886)
- 1936:
  - Henri Le Chatelier, francuski chemik, teoretyk organizacji, wykładowca akademicki (ur. 1850)
  - Jan Ventura Solsona, hiszpański duchowny katolicki, męczennik, błogosławiony (ur. 1875)
  - Raoul Villain, francuski nacjonalista, zamachowiec (ur. 1885)
- 1937:
  - Serafin (Szamszew), rosyjski biskup prawosławny (ur. 1897)
  - Adolf Zalberg-Piotrowski, radziecki dyplomata pochodzenia żydowskiego (ur. 1887)
- 1938:
  - Bruno Jasieński, polski poeta, działacz komunistyczny pochodzenia żydowskiego (ur. 1901)
  - Nikołaj Kondratiew, rosyjski ekonomista (ur. 1892)
  - Gustaw Reicher, polski działacz komunistyczny (ur. 1900)
  - Boris Tal, radziecki polityk, dziennikarz, ekonomista pochodzenia żydowskiego (ur. 1898)
  - Sadao Yamanaka, japoński reżyser filmowy (ur. 1909)
- 1939:
  - Wacław Baehr, polski biolog, wykładowca akademicki (ur. 1873)
  - Bolesław Bierwiaczonek, polski kapral (ur. 1916)
  - Kazimierz Brokl, polski historyk sztuki, muzeolog (ur. 1877)
  - Juliusz Dudziński, polski polityk, poseł na Sejm RP (ur. 1893)
  - Hilaria Emilia Główczyńska, polska zakonnica, męczennica, Służebnica Boża (ur. 1888)
  - Wacław Kleck, polski porucznik rezerwy, urzędnik, działacz związkowy i turystyczny (ur. 1901)
  - Leonard Zbigniew Lepszy, polski major obserwator (ur. 1889)
  - Kazimierz Lewicki, polski historyk (ur. 1903)
  - Leopold Łacina, polski porucznik obserwator (ur. 1907)
  - Stanisław Siedlecki, polski polityk, senator RP (ur. 1877)
  - Franciszek Wysocki, polski oficer, kawaler Orderu Virtuti Militari (ur. 1895)
- 1940:
  - Sebastian Chorzewski, polski lekarz, działacz konspiracji antyhitlerowskiej (ur. 1894)
  - Eugeniusz Chwalibóg-Piecek, polski podpułkownik kawalerii (ur. 1890)
  - Zygmunt Graliński, polski prawnik, adwokat, polityk, poseł na Sejm RP (ur. 1897)
  - Zygmunt Moczyński, polski kompozytor, dyrygent, działacz konspiracji antyhitlerowskiej (ur. 1871)
  - Antoni Julian Motz, polski lekarz, działacz konspiracji antyhitlerowskiej (ur. 1904)
  - Jan Pietrzak, polski działacz społeczny, robotniczy i związkowy, polityk, poseł na Sejm RP (ur. 1877)
  - Zygmunt Sajna, polski duchowny katolicki, męczennik, błogosławiony (ur. 1897)
  - Panas Saksahanski, ukraiński aktor, reżyser teatralny, pedagog (ur. 1859)
  - Albert Weber, niemiecki piłkarz, bramkarz (ur. 1888)
- 1941:
  - Ferdinand Goglia von Zlota Lipa, austro-węgierski generał (ur. 1855)
  - Giovanni Giacomo Lardelli, szwajcarski mistrz cukierniczy pochodzenia włoskiego (ur. 1870)
  - Wiktor Ormicki, polski geograf, wykładowca akademicki pochodzenia żydowskiego (ur. 1898)
  - Ignacy Wilczewski, polski muzyk, urzędnik kolejowy, działacz polonijny (ur. 1890)
- 1942:
  - Frank H. Buck, amerykański przedsiębiorca, polityk (ur. 1887)
  - Jan Francuz, polski duchowny katolicki (ur. 1894)
  - Walenty Nowak, polski podoficer, uczestnik konspiracji antyhitlerowskiej (ur. 1902)
  - Stefan Schmidt, polski porucznik (ur. 1901)
  - Abraham Icek Tuschinski, polski właściciel kin i teatru pochodzenia żydowskiego (ur. 1886)
- 1943:
  - Mieczysław Engiel, polski porucznik audytor rezerwy, działacz katolicki, adwokat, polityk, poseł na Sejm Litwy Środkowej (ur. 1890)
  - Mieczysław Gutkowski, polski prawnik, wykładowca akademicki (ur. 1893)
  - Mieczysław Jarmicki, polski podporucznik, uczestnik konspiracji antyhitlerowskiej (ur. 1920)
  - Gino Lucetti, włoski anarchista, zamachowiec (ur. 1900)
  - Kazimierz Pelczar, polski onkolog, wykładowca akademicki (ur. 1894)
- 1944 – Polegli w powstaniu warszawskim:
  - Halina Grotowska, polska łączniczka, żołnierz AK (ur. 1921)
  - Irena Grotowska, polska łączniczka, żołnierz AK (ur. 1921)
  - Henryk Poznański, polski kapral, żołnierz AK (ur. 1916)
  - Stanisław Silkiewicz, polski kapitan, żołnierz AK (ur. 1919)
- 1944:
  - Zygmunt Cetnerowski, polski podpułkownik (ur. 1891)
  - Eugen Habermann, estoński architekt (ur. 1884)
  - Zofia Jaroszewicz, polska działaczka ZWM i PPR, publicystka, poetka (ur. 1920)
- 1945 – Charles Spearman, brytyjski psycholog (ur. 1863)
- 1946 – Alojzy Bruski, polski porucznik, żołnierz AK i ZWZ (ur. 1914)
- 1948:
  - Ruth Benedict, amerykańska antropolog, socjolog, wykładowczyni akademicka (ur. 1887)
  - Folke Bernadotte, szwedzki dyplomata (ur. 1895)
  - Arthur Conrad, niemiecki funkcjonariusz i zbrodniarz nazistowski (ur. 1910)
  - Emil Ludwig, niemiecki pisarz (ur. 1881)
  - Benno Orendi, niemiecki lekarz, funkcjonariusz i zbrodniarz nazistowski (ur. 1918)
  - Raffaele Carlo Rossi, włoski kardynał, wysoki urzędnik Kurii Rzymskiej (ur. 1876)
  - Walter Sonntag, niemiecki lekarz, funkcjonariusz i zbrodniarz nazistowski (ur. 1907)
- 1950 – Wiktor Wiesnin, rosyjski architekt (ur. 1882)
- 1951 – Oleg Leonidow, rosyjski prozaik, dramaturg, scenarzysta filmowy, pedagog (ur. 1893)
- 1953:
  - Iwan Konoplin, rosyjski oficer, emigracyjny poeta, prozaik, publicyta, działacz kulturalny (ur. 1894)
  - David Munson, amerykański lekkoatleta, średnio- i długodystansowiec (ur. 1884)
- 1954:
  - Edmund Chromiński, polski inżynier, wykładowca akademicki (ur. 1874)
  - Frank Erne, amerykański bokser pochodzenia szwajcarskiego (ur. 1875)
- 1955:
  - Stanisław Pawlak, polski skrzypek (ur. 1885)
  - Andrew Weir, brytyjski arystokrata, przedsiębiorca, polityk (ur. 1865)
- 1956 – Erik Blomqvist, szwedzki strzelec sportowy (ur. 1879)
- 1958:
  - Awraham Abbas, izraelski związkowiec, dziennikarz, polityk (ur. 1912)
  - Eugène Jungers, belgijski prawnik, polityk kolonialny (ur. 1888)
  - Friedrich Paneth, austriacko-brytyjski chemik, wykładowca akademicki (ur. 1887)
- 1959 – Jerzy Koszla, polski saneczkarz (ur. 1935)
- 1961 – Adnan Menderes, turecki polityk, premier Turcji (ur. 1899)
- 1963:
  - Mieczysław Miłosz, polski pilot myśliwski i doświadczalny, instruktor lotniczy (ur. 1926)
  - Eduard Spranger, niemiecki filozof, pedagog, psycholog (ur. 1882)
  - Aleksander Wąsowicz, polski pilot myśliwski i doświadczalny, instruktor lotniczy (ur. 1918)
- 1965:
  - Jacques Coutrot, francuski florecista (ur. 1898)
  - Jisra’el Guri, izraelski polityk (ur. 1893)
  - Julian Perkal, polski matematyk (ur. 1913)
- 1966 – Fritz Wunderlich, niemiecki śpiewak operowy (tenor) (ur. 1930)
- 1967:
  - Jerzy Dąbrowski, polski konstruktor lotniczy (ur. 1899)
  - Geoffrey Keyes, amerykański generał pułkownik (ur. 1888)
- 1968 – Armand Blanchonnet, francuski kolarz szosowy i torowy (ur. 1903)
- 1970:
  - France Bevk, słoweński pisarz (ur. 1890)
  - Karol Pawlica, polski porucznik, dyplomata, agronom (ur. 1884)
- 1972 – Akim Tamiroff, ormiański aktor (ur. 1899)
- 1973:
  - Dmitrij Czesnokow, radziecki filozof, dziennikarz, polityk (ur. 1910)
  - Oskar Halecki, polski historyk, mediewista, bizantynolog, wykładowca akademicki (ur. 1891)
- 1975:
  - Vladimir Kragić, chorwacki piłkarz (ur. 1910)
  - Włodzimierz Krygier, polski hokeista (ur. 1900)
- 1977 – Michaił Krachmalow, radziecki polityk (ur. 1914)
- 1978:
  - Zygmunt Kraus, polski trener siatkówki (ur. 1913)
  - Hermine Müller, niemiecka alpinistka (ur. 1938)
- 1979:
  - Willis Goldbeck, amerykański reżyser filmowy (ur. 1898)
  - Janina Wilczówna, polska aktorka (ur. 1917)
- 1980:
  - Anastasio Somoza, nikaraguański polityk, prezydent Nikaragui (ur. 1925)
  - Yūshi Uchimura, japoński neurolog, psychiatra (ur. 1897)
- 1981:
  - Franciszek Hawranek, polski historyk, wykładowca akademicki (ur. 1929)
  - Antoni Wojda, polski nauczyciel, działacz związkowy i polityczny, wiceprezydent Chorzowa, przewodniczący Prezydium MRN w Bytomiu i Katowicach (ur. 1907)
- 1983:
  - Witold Drabikowski, polski biochemik, wykładowca akademicki (ur. 1925)
  - Humberto Sousa Medeiros, amerykański duchowny katolicki pochodzenia portugalskiego, arcybiskup Bostonu, kardynał (ur. 1915)
- 1984:
  - Richard Basehart, amerykański aktor (ur. 1914)
  - Sven Jonasson, szwedzki piłkarz (ur. 1909)
  - Pawieł Połubojarow, radziecki marszałek wojsk pancernych (ur. 1901)
  - Jerzy Walden, polski aktor, reżyser (ur. 1903)
  - Jurij Wizbor, rosyjski aktor, poeta, bard (ur. 1934)
- 1986 – Halina Balaszczuk, polska historyk, bibliotekarka (ur. 1947)
- 1987:
  - Władimir Basow, rosyjski aktor, reżyser filmowy (ur. 1923)
  - Musa Gariejew, radziecki pilot wojskowy, polityk (ur. 1922)
- 1988 – Roman Dawydow, rosyjski twórca filmów animowanych (ur. 1913)
- 1989 – Stanisław Bieńkuński, polski architekt. urbanista (ur. 1914)
- 1990 – Warłaam (Iljuszczenko), rosyjski biskup prawosławny (ur. 1929)
- 1991:
  - Zino Francescatti, francuski skrzypek pochodzenia włoskiego (ur. 1902)
  - Tadeusz Mróz, polski gitarzysta, członek zespołu Czerwono-Czarni (ur. 1947)
- 1992:
  - Feodor Chaliapin Jr., amerykański aktor pochodzenia rosyjskiego (ur. 1905)
  - Sigurd Røen, norweski biegacz narciarski, kombinator norweski (ur. 1909)
- 1993:
  - Wiktor Nikonow, radziecki polityk (ur. 1929)
  - Christian Nyby, amerykański reżyser filmowy (ur. 1913)
- 1994:
  - Arnold Badjou, belgijski piłkarz, bramkarz (ur. 1909)
  - Vitas Gerulaitis, amerykański tenisista pochodzenia litewskiego (ur. 1954)
  - Karl Popper, austriacki filozof (ur. 1902)
- 1995:
  - Marian Czyżewski, polski aktor (ur. 1919)
  - Feliks Pisula, polski polityk (ur. 1908)
  - Lucien Victor, belgijski kolarz szosowy (ur. 1931)
- 1996:
  - Spiro T. Agnew, amerykański polityk, wiceprezydent USA (ur. 1918)
  - Teodoro Fernández, peruwiański piłkarz (ur. 1913)
  - Henk Schijvenaar, holenderski piłkarz (ur. 1918)
  - Stanisław Szwalbe, polski polityk, wicemarszałek Sejmu PRL, członek Rady Państwa (ur. 1898)
- 1997:
  - Benjamin Atkins, amerykański seryjny morderca (ur. 1968)
  - Red Skelton, amerykański kompozytor, komik, aktor, osobowość telewizyjna (ur. 1913)
  - Jan P. Syse, norweski polityk, premier Norwegii (ur. 1930)
  - Ryszard Jacek Żochowski, polski lekarz, polityk, poseł na Sejm RP, minister zdrowia i opieki społecznej (ur. 1941)
- 1999 – Wiktor Wujaczicz, białoruski piosenkarz (ur. 1934)
- 2000:
  - Józef Kaczyński, polski aktor (ur. 1926)
  - Ryszard Mielnik, inżynier, przewodnik turystyczny (ur. 1924)
  - Paula Yates, brytyjska prezenterka telewizyjna (ur. 1959)
- 2001:
  - Dawit Kipiani, gruziński piłkarz, trener (ur. 1951)
  - Mykoła Korolow, ukraiński piłkarz, trener (ur. 1937)
  - Maria Janina Okoń, polska poetka, publicystka, pedagog, krytyk literacki, regionalistka (ur. 1929)
- 2002:
  - George Hill, amerykański łyżwiarz figurowy (ur. 1907)
  - Edward Kocząb, polski hokeista, bramkarz (ur. 1928)
  - Govind Perumal, indyjski hokeista na trawie (ur. 1925)
- 2003:
  - Jerzy Kapliński, polski tancerz, choreograf (ur. 1909)
  - Saturnin Zawadzki, polski gleboznawca (ur. 1923)
- 2005 – Joel Hirschhorn, amerykański kompozytor muzyki filmowej (ur. 1937)
- 2006 – Leonella Sgorbati, włoska zakonnica, misjonarka, męczennica, błogosławiona (ur. 1940)
- 2007 – Stefan Kozłowski, polski geolog, polityk, minister ochrony środowiska (ur. 1928)
- 2008:
  - Inga Fischer-Hjalmars, szwedzka chemik, fizyk, farmaceutka (ur. 1918)
  - Fausto Gardini, włoski tenisista (ur. 1930)
  - Luluwa bint Abd al-Aziz Al Su’ud, saudyjska księżniczka (ur. 1928)
- 2009:
  - Mohammad Top Noordin, malezyjski terrorysta (ur. 1968)
  - Wojciech Świdziniewski, polski pisarz fantasy (ur. 1975)
- 2011:
  - Wiktor Rodin, radziecki generał pułkownik (ur. 1928)
  - Ferenc Szojka, węgierski piłkarz (ur. 1931)
  - Magda Teresa Wójcik, polska aktorka (ur. 1934)
  - Tomasz Zygadło, polski reżyser filmowy i teatralny (ur. 1947)
- 2012:
  - Eugeniusz Cydzik, polski żołnierz AK, działacz polonijny (ur. 1921)
  - Édouard Leclerc, francuski przedsiębiorca (ur. 1926)
- 2013:
  - Martí de Riquer, hiszpański historyk, mediewista, filolog (ur. 1914)
  - Jerzy Gaweł, polski aktor (ur. 1944)
  - Aleksandra Naumik, polska piosenkarka (ur. 1949)
  - Marvin Rainwater, amerykański piosenkarz country (ur. 1925)
  - Albertyna Szczudłowska-Dembska, polska egiptolog, koptolog (ur. 1934)
  - Eiji Toyoda, japoński przemysłowiec (ur. 1913)
- 2014 – Andrij Husin, ukraiński piłkarz (ur. 1972)
- 2015:
  - Dettmar Cramer, niemiecki trener piłkarski (ur. 1925)
  - Józef Kamiński, polski generał broni, działacz sportowy i kombatancki (ur. 1919)
  - Maciej Sosnowski, polski aktor, satyryk (ur. 1961)
  - David Willcocks, brytyjski dyrygent, organista (ur. 1919)
- 2016:
  - Roman Iwanyczuk, ukraiński pisarz (ur. 1929)
  - Carmelo Morelos, filipiński duchowny katolicki, arcybiskup Zamboangi (ur. 1930)
  - Sigvard Parling, szwedzki piłkarz (ur. 1930)
  - Jerzy Śmielkiewicz, polski konstruktor lotniczy, szybownik, pilot doświadczalny (ur. 1931)
- 2017:
  - Eugenio Bersellini, włoski piłkarz, trener (ur. 1936)
  - Andrzej Paluchowski, polski polonista, historyk literatury, bibliofil (ur. 1933)
  - Marceli Prawica, polski duchowny katolicki, misjonarz (ur. 1939)
- 2018:
  - Milton Buzetto, brazylijski piłkarz, trener (ur. 1937)
  - Joanna Sosnowska, polska polityk, poseł na Sejm RP (ur. 1968)
- 2019 – Jessica Jaymes, amerykańska modelka i aktorka pornograficzna (ur. 1979)
- 2020:
  - Terry Goodkind, amerykański pisarz fantasy (ur. 1948)
  - Robert W. Gore, amerykański inżynier chemik, przedsiębiorca, wynalazca (ur. 1937)
  - Hanna Rek, polska piosenkarka (ur. 1937)
  - Ryszard Wolański, polski dziennikarz muzyczny (ur. 1943)
- 2021:
  - Abd al-Aziz Buteflika, algierski polityk, minister spraw zagranicznych, prezydent Algierii (ur. 1937)
  - Alfred Miodowicz, polski działacz związkowy, przewodniczący OPZZ, polityk, poseł na Sejm PRL (ur. 1929)
  - Alfonso Sastre, hiszpański dramaturg (ur. 1926)
  - Michał Turkiewicz, polski nauczyciel, polityk, poseł na Sejm RP (ur. 1956)
- 2022:
  - Łukasz Jedlewski, polski dziennikarz sportowy (ur. 1934)
  - Vlado Milunić, chorwacki architekt (ur. 1941)
  - Maarten Schmidt, holenderski astronom (ur. 1929)
- 2023:
  - Ryszard Jedliński, polski piłkarz ręczny, trener (ur. 1953)
  - Willi Padge, niemiecki wioślarz (sternik) (ur. 1943)
  - Yvette Popławska, polska pisarka, poetka, dziennikarka, reportażystka, fotograficzka (ur. 1960)
  - Andrzej Witkowski, polski profesor nauk o Ziemi (ur. 1955)
- 2024:
  - Felicjan Andrzejczak, polski piosenkarz, wokalista zespołu Budka Suflera (ur. 1948)
  - Magda De Galan, belgijska prawnik, samorządowiec, burmistrz Forest, polityk, minister zdrowia i spraw społecznych (ur. 1946)
  - Nelson DeMille, amerykański pisarz (ur. 1943)
  - César Martins de Oliveira, brazylijski piłkarz (ur. 1956)
  - Jean Roberts, australijska lekkoatletka, kulomiotka, dyskobolka (ur. 1943)